# ترسیتا (میزوری)
ترسیتا (به انگلیسی: Teresita) یک منطقهٔ مسکونی در ایالات متحده آمریکا است که در میزوری واقع شده‌است. ترسیتا ۳۵۰٫۵۲ متر بالاتر از سطح دریا واقع شده‌است.